# 玉木正英
玉木 正英（たまき まさひで、たまき せいえい、1671年1月17日（寛文10年12月7日） - 1736年8月14日（元文元年7月8日））は江戸時代中期の神道家。通称は兵庫、号は葦斎（いさい）・五十鰭（いひれ）翁。京都梅宮社の神職ともいわれるが、その根拠となる資料はなく、はじめは人形商であったともいう。正親町公通らについて垂加神道をおさめ、その道統継承者となる。また、同族の薄田以貞（すすきだ これただ）から橘氏伝来の神道説を受け継ぎ、いわゆる橘家神道を整備・普及した。著書に「玉籤集」「神代巻藻塩草」など。門人に谷川士清など。